# Шелленберг, Иоганн Ульрих
Иоганн Ульрих Шелленберг (нем. Johann Ulrich Schellenberg; 8 ноября 1709, Винтертур —29 октября 1795, Винтертур) — швейцарский живописец и гравёр, мастер офорта. Пейзажист и портретист. Отец художника Иоганна Рудольфа Шелленберга.

## Биография
Иоганн Ульрих Шелленберг был младшим сыном сапожника Ганса Якоба и Веритас Шелленберг, урождённой Блюм. С 1724 по 1727 год состоял учеником живописца-декоратора Иоахима Хеттлингера в Винтертуре.
О последующих годах жизни художника известно немного; вероятно, он путешествовал по Германии и был учеником аугсбургского гравёра Иоганна Якоба Хайда. В конце 1731 года переехал в Берн, где с 1736 года трудился помощником в мастерской портретиста Иоганна Рудольфа Хубера, дочь которого Анна Катарина вышла замуж за Шелленберга в 1737 году. Год спустя Иоганн Ульрих с женой переехал в Базель, где в 1740 году у него родился сын Иоганн Рудольф, который также стал известным художником.
Когда его жена умерла в 1749 году, Шелленберг вместе с сыном вернулся в Винтертур. Там он продолжил свою творческую деятельность и открыл небольшое художественное издательство, через которое продавал и собственные картины в жанре ведуты. Он также открыл школу рисования. Среди студентов были Антон Графф и Генрих Ритер. С 1755 по 1757 год Иоганн Ульрих Шелленберг работал в основном в качестве сотрудника Давида Херрлибергера над его топографией Эйдгеносшафта. С 1759 года Шелленберг был членом Большого совета в Винтертуре. В 1761 году он женился вторично на Анне Катарине Бруннер. В 1769 году вместе с сыном предпринял поездку в Готтард, в результате которой создал серию видов  и топографий гор.
29 октября 1795 года в протоколе городского совета Винтертура было объявлено о смерти Шелленберга. Его графическое наследие хранится в библиотеках Винтертура.